# Bistro Régent
 (juillet 2023).
Bistro Régent est une enseigne low cost de restauration fondée à Bordeaux en 2010 par Marc Vanhove. Elle compte environ 130 restaurants implantés en France métropolitaine, qui sert un nombre restreint de plats à un prix attractif.

## Présentation
La charte graphique et les normes architecturales du Bistro Régent ont été mises au point par Sylvain Lallemand, architecte d’intérieur et designer, avec l’artiste peintre bordelais Jean-François Duplantier, connu sous le nom Jofo, qui signe le logo. Les restaurants vont de 80 places assises à 180 places assises.

## Historique de la franchise Bistro Régent
Marc Vanhove naît à Bordeaux en 1967. À 18 ans, il débute dans la cuisine en occupant un poste de chef au Gascogne à Arcachon. Après avoir été patron de plusieurs restaurants en Gironde (Le Bel Air à Bordeaux, acheté pour 1 franc symbolique qui reçoit des personnalités du club des Girondins de Bordeaux (son dirigeant Claude Bez et son entraineur Aimé Jacquet entre autres), Le Braseros à Lège-Cap-Ferret (qui sera incendié), Le Café du Musée et Le Napoléon à Bordeaux, et enfin le Café Régent en 2005, place Gambetta, véritable "institution" à Bordeaux qu'il revend en 2011 à Pizza Pino), il ouvre en 2010 trois Bistro Régent sur Bordeaux.[réf. nécessaire] D'autres franchises voient le jour à Agde et Libourne puis partout en France. En juin 2020, on dénombre près de 136 restaurants de la chaîne sur le territoire métropolitain.

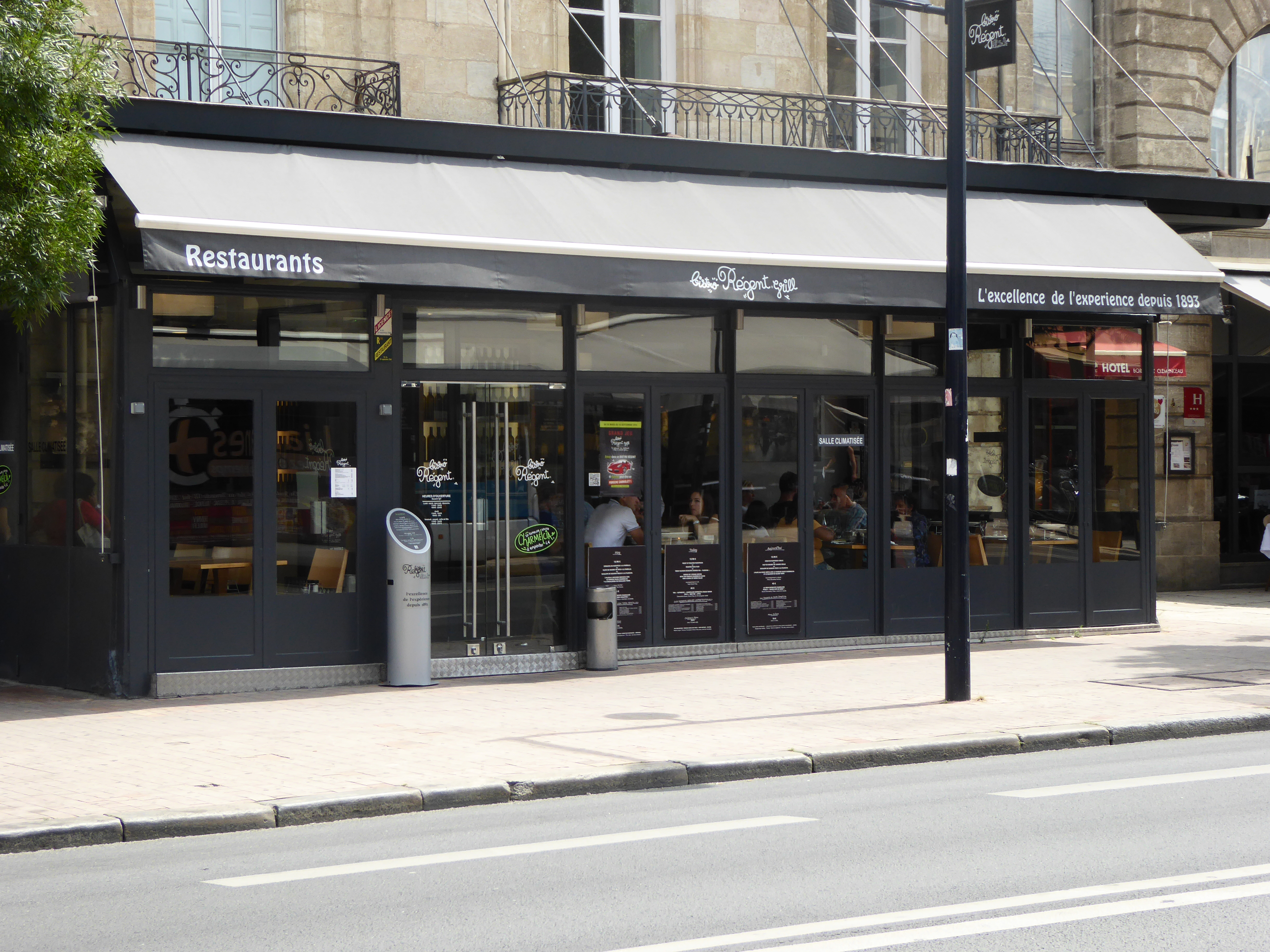
Bistro Régent, Cours Georges Clémenceau à Bordeaux (en 2014)

En 2013, L'Entrecôte, une autre chaîne de restaurants à viande implantée en France, accuse Bistro Régent de copier le concept. La chaîne accuse également la copie de la sauce secrète (une variante de la sauce Café de Paris) qui fait le succès de sa chaîne. Commence alors ce que la presse surnomme « la guerre des sauces ». L’Entrecôte réclame en justice en 2015 770 000 € pour concurrence parasitaire, 50 000 € pour publicité comparative illicite et 50 000 € pour pratique commerciale trompeuse. À la fin de l’année, Bistro Régent perd le procès. Il est condamné à verser 80 000 € pour les deux derniers chefs d’accusation, en revanche, il n’est pas reconnu coupable de concurrence parasitaire.
En juin 2024, l'émission Sept à huit de TF1 consacre un reportage de 15 minutes à l'enseigne et son fondateur. Les coulisses montrent un "restaurant" sans cuisinier de métier où n'importe qui peut réaliser les plats servis.
Le 31 décembre 2024, dans une entrevue avec Sophie de Menthon sur CNews, Marc Vanhove reconnait que les salariés du Bistrot Régent ne sont pas des cuisiniers et partage sa technique pour garder le personnel de ses établissements : « À la base, on n’a pas de cuisinier. On les forme et on les formate à notre système, ce qui fait qu’on n’a pas de problème de personnel. On ne peut pas nous piquer nos cuisiniers, ils ne savent pas faire un œuf mayonnaise, un plat du jour ou une mousse au chocolat. Donc ils restent chez nous et on est tranquilles. »,.